# Jeremy Rifkin
Pour les articles homonymes, voir Rifkin.
Ne doit pas être confondu avec Ged Marlon.
Jeremy Rifkin, né le 26 janvier 1945 à Denver dans le Colorado, est un essayiste américain, spécialiste de prospective (économique et scientifique). Il a aussi conseillé diverses personnalités politiques. Son travail, basé sur une veille et une réflexion prospective, a surtout porté sur l'exploration des potentialités scientifiques et techniques nouvelles, sur leurs impacts en termes sociétaux, environnementaux et socio-économiques. Il est également fondateur et président de la Foundation on Economic Trends (FOET) basée à Washington.

## Biographie
Jeremy Rifkin naît à Denver de Vivette Ravel Rifkin, issue d'une famille juive russe qui a immigré au Texas, et de Milton Rifkin, industriel produisant des sacs en plastique. Il grandit dans le sud-ouest de Chicago.
Il obtient un BS en économie à la Wharton School de l'Université de Pennsylvanie, où il a été président de la promotion 1967 et reçoit le prix du mérite de l'association des anciens de l'université de Pennsylvanie (University of Pennsylvania General Alumni Association's Award of Merit).
Il décide en 1966 de contribuer à défendre la liberté d’expression contre la guerre du Viêt Nam en participant de plus en plus activement au mouvement pour la paix.
Il s’intéresse au droit international et à la diplomatie, obtenant en 1968 une maîtrise en affaires internationales à la Fletcher School of Law and Diplomacy de l’université Tufts. Rifkin continue à s’impliquer contre la guerre, en rejoignant l’ONG Volunteers in Service to America.
En 1973, Rifkin organise une protestation de masse contre les compagnies pétrolières (lors de la célébration du bicentenaire du Boston Tea Party dans le port de Boston). Des milliers de gens rejoignent la manifestation, alors que des activistes jettent des barils de pétrole vides dans le port. Cette manifestation faisait suite à l'augmentation des prix de l'essence provoquée à l'automne de 1973 par un embargo sur le pétrole de la part de l’OPEP.
En 1977, avec Ted Howard, il crée une fondation de prospective, la Foundation on Economic Trends (FOET), qui sera active à la fois à l’échelle des enjeux environnementaux, économiques et climatiques des politiques publiques des États-Unis et des autres pays. La FOET étudie les phénomènes émergents, les tendances lourdes et leurs impacts sur l’environnement, l’économie, la culture et la société. Elle s’engage aussi en matière de justice, d’éducation publique, d'activités collaboratives au service des objectifs de la fondation. Il est aussi un conférencier réputé, qui a notamment été sollicité par beaucoup des compagnies du Fortune 500, de nombreuses entreprises, et des centaines de gouvernements, d’organisations ou de représentants de la société civile et d'universités depuis 1975 environ. Le bureau principal de Rifkin est actuellement situé à Bethesda (Maryland) (une banlieue de Washington, D.C.).
Rifkin est souvent présenté comme le principal théoricien de la troisième révolution industrielle, présentée dans l’un de ses ouvrages comme permettant de répondre à long terme au triple défi d’une crise économique mondiale, de la sécurité énergétique et du changement climatique. Cette troisième révolution industrielle a été officiellement appuyée par le Parlement européen en 2007 et est actuellement mise en œuvre par divers organismes au sein de la Commission européenne. Il est le fondateur et président de la Third Industrial Revolution Global CEO Business Roundtable, table ronde permanente qui réunit des responsables et plus de 100 éminents spécialistes mondiaux de l'industrie des énergies renouvelables, des énergies et services énergétiques, des entreprises de construction, des cabinets d'architectes, des sociétés immobilières, des entreprises des technologies de l’information et de la communication, de transport et de la logistique…
En 1988, il fait se rencontrer des scientifiques du climat et des militants écologistes de 35 pays à Washington D.C., pour une  première réunion du Réseau mondial sur l’effet de serre. Cette même année, Rifkin a donné à Hollywood une série de conférences sur le réchauffement climatique et les questions environnementales connexes. Le public était constitué de membres de l’industrie cinématographique et de la télévision, ainsi que de dirigeants de l'industrie musicale, dans le but de mobiliser la communauté hollywoodienne. Peu de temps après, deux organisations environnementales, des communications de la Terre Office (ECO) et Environmental Media Association, ont été créées.
En 1992, Rifkin a lancé une campagne intitulée Au-delà du bœuf, portée par une coalition de six organisations environnementales dont Greenpeace, Rainforest Action Network et Public Citizen, avec le projet d'encourager une réduction de 50% de la consommation de viande de bœuf, en rappelant que le méthane provenant de l’élevage bovin, tel qu’il est aujourd’hui pratiqué, a un effet sur le réchauffement climatique de 23 à 50 fois supérieur à celui du dioxyde de carbone,,.
À partir de 1994, Rifkin est maître de conférences dans le Wharton School's executive education program à l’Université de Pennsylvanie, où il enseigne à des P-DG et à des cadres supérieurs du monde entier les nouvelles tendances de la science et de la technologie.
Après avoir publié un livre sur l’économie de l’hydrogène, il a travaillé à la fois aux États-Unis et en Europe pour faire avancer politiquement la cause de l'hydrogène provenant de sources renouvelables. Aux États-Unis, Rifkin a joué un rôle dans la fondation de la Coalition verte de l'hydrogène (Green Hydrogen Coalition, regroupant 13 organisations environnementales et politiques, dont Greenpeace et MoveOn) qui s'est engagée à bâtir une économie de l'hydrogène fondée sur des sources renouvelables d'hydrogène.

## Conseil auprès de collectivités
Rifkin a conseillé la Commission européenne et le Parlement européen. Il a également conseillé le Premier ministre espagnol José Luis Rodríguez Zapatero quand celui-ci était président de l'Union européenne. Il a aussi été conseiller de la chancelière allemande Angela Merkel, du Premier ministre portugais José Sócrates et du Premier ministre slovène Janez Janša lors de leurs présidences respectives du Conseil de l’Europe, sur les questions liées à l'économie, au changement climatique et à la sécurité énergétique. Rifkin travaille actuellement avec les responsables européens pour aider à façonner à long terme une troisième révolution industrielle pour l'Union européenne,.
Jeremy Rifkin propose également ses services aux villes ou régions qui souhaiteraient développer le concept de troisième révolution industrielle au sein de leur territoire. Ainsi, à partir de 2009, Rifkin et son équipe ont mis en place des plans directeurs (master plans) destinés à mettre en pratique cette troisième révolution industrielle pour les villes de San Antonio (Texas), Rome (Italie), Monaco et de la Province d'Utrecht (Pays-Bas) afin de favoriser la transition des économies de ces territoires et d'en faire les premières aires urbaines décarbonées dans le monde,.
Ce mouvement de planification vers une troisième révolution industrielle s'est étendu en 2012 à la France avec la commande par le conseil régional du Nord-Pas-de-Calais et la Chambre de commerce et d’industrie régionale d'un plan directeur destiné à mettre en place les préceptes de cette révolution industrielle dans l'ensemble du territoire de la région. Le rapport, coproduit par l'équipe de Jeremy Rifkin et les acteurs régionaux, a été présenté lors du World Forum Lille le 25 octobre 2013. Une première analyse de cette dynamique a été faite en 2015, insistant sur la puissance du récit que la troisième révolution industrielle constituait pour le territoire du Nord-Pas-de-Calais.

## Travaux

### Biotechnologies
Rifkin a été l'un des premiers à faire une critique prospective du brevetage du vivant, des biotechnologies et de leurs usages industriels. Il le fait en publiant en 1977 un livre intitulé Who Should Play God? (Qui devrait jouer à Dieu ?), puis en 1998 avec un second livre, Biotech Century (Le Siècle Biotech), où il aborde les questions éthiques et commerciales et les risques environnementaux nouveaux qui accompagnent la nouvelle ère du brevetage, de l'appropriation du génome et du commerce des gènes.

### Entropie
Rifkin publie en 1980 un livre intitulé Entropy (Entropie). Cet ouvrage a été présenté comme apportant « une vision globale du monde », comme succédant aussi de manière appropriée aux livres Silent Spring, The Closing Circle, The Limits to Growth et Small is Beautiful.

### Modèle européen
En 2004, le livre de Rikfin The European Dream (Le Rêve européen), a été un succès de librairie international récompensé en Allemagne en 2005 par le prix Corine International Literature Prize du meilleur livre de l'année publié dans le domaine de l'économie.

### Travail
Le travail est envisagé par Rifkin comme valeur et source de cohésion sociale et de développement personnel, et pourrait le rester à condition qu'il évolue et que la société évolue à son égard. Son livre End of Work : The Decline of the Global Labor Force and the Dawn of the Post-Market Era (La Fin du travail : le Déclin de la force globale de travail dans le monde et l'aube de l'ère post-marché), paru en 1995 à New York, a connu un grand succès aux États-Unis avant de rencontrer le même succès en Europe avec sa traduction l'année suivante, préfacée dans son édition française par Michel Rocard. Ce livre a contribué à façonner les débats des années 1990 et 2000 concernant les impacts de la technologie sur l’emploi et l'entreprise dans un monde où la croissance tend à devenir de type croissance sans emploi (jobless growth). Une partie des prédictions de Jeremy Rifkin ne se sont pas réalisées à court terme, les années 1998-2001 s'étant caractérisées par une reprise très forte de l'emploi en France et dans le monde.
Rifkin estime qu’est terminé le processus de disparition des agriculteurs, puis des cols bleus, aux dépens du secteur des services (banques, téléphonie, assurance) et de l'industrie (déversement) : l'ensemble de la classe moyenne (middle class) américaine est fragilisé (stress et surtravail, d'un côté, bas salaires et chômage, de l'autre). Cela se fait aussi via des réorganisations (reengineering) consistant à raccourcir la chaîne hiérarchique, et par des logiciels et systèmes informatiques remplaçant les humains. Ainsi s'achève selon lui l'ère industrielle fondée sur le travail de masse, au profit d'une transition vers un « troisième âge » : celui de l'information partagée, d'une révolution scientifique et technique et d'une énergie décentralisée. Dans le contexte du marché, les supposées lois sur des débouchés de Sauvy, ou lois de déversement ou percolation, ne fonctionnent plus suffisamment pour remplacer les emplois détruits par de nouveaux emplois dans de nouveaux secteurs générés par le progrès technique (qui tend au contraire à remplacer l'homme pour nombre de ses tâches anciennes). Dans le scénario rifkinien, le travail ne disparaît pourtant pas : la tendance actuelle est une évolution, pour une part, vers des emplois très qualifiés et bien rémunérés (moins de 20 % de la population, entre autres dans le « secteur de l'économie de la connaissance » ), et, pour une autre part, vers des emplois peu qualifiés et peu payés. Mais entre les deux, les emplois qui faisaient vivre la classe moyenne disparaissent. Pour ne pas faire éclater l'ordre social fondé sur le travail ni aggraver les inégalités et la violence, Rifkin estime qu'il faut dans un nouveau contrat social partager le travail existant (semaine de 30 heures de travail) et compenser les emplois perdus (que le secteur marchand ne suffit plus à fournir) en développant un « tiers-secteur » non marchand susceptible d'occuper les demandeurs d'emplois, alors que le secteur public tend à s'alléger pour ne pas handicaper la compétitivité des économies. Ce tiers-secteur serait le secteur de l'économie sociale et solidaire (associations, ONG sur le modèle de l'« économie sociale » à la française selon Dominique Méda). En tout état de cause, le progrès technique et la mondialisation ne permettront pas selon lui d'assurer le plein emploi ; Rifkin suggère donc l'instauration d'un revenu de base.

### Empathie
C'est selon Rifkin l'un des fondements majeurs du lien social : en 2011, dans Une nouvelle conscience pour un monde en crise : Vers une civilisation de l'empathie, Rifkin postule que l'empathie est essentielle dans la psyché humaine. Il cherche à le démontrer par une analyse d'événements historiques ou anecdotiques, ou par le biais d'études scientifiques. Cette empathie naturelle pourrait rétablir selon lui l'équilibre menacé par l'entropie générée par notre espèce. « Si la nature humaine est matérialiste jusqu’à la moelle – égoïste, utilitariste, hédoniste —, on ne peut guère espérer résoudre la contradiction empathie–entropie. Mais si au plus profond, elle nous prédispose à […] l’élan empathique, il reste au moins possible d’échapper au dilemme, de trouver un ajustement qui nous permette de rétablir un équilibre durable avec la biosphère ».

## Influence en Europe
En plus de son travail aux États-Unis, Rifkin a acquis une grande influence en Europe en tant que conseiller de dirigeants de gouvernements et de chefs d'État, et il a travaillé comme conseiller personnel de Romano Prodi, l'ancien Premier ministre italien. Ses articles apparaissent dans de nombreux journaux européens. Bien que beaucoup de ses idées soient critiquées, il exerce une influence sur l'opinion publique et les politiques publiques aux États-Unis et en Europe. Le magazine politique américain National Journal l'a classé dans sa liste des 150 personnes les plus influentes en ce qui concerne la politique américaine. Selon le journal Le Monde (7 novembre 2012) Rifkin aurait été reçu par le président de la République française, François Hollande, pendant 45 minutes et Arnaud Montebourg, le ministre du Redressement Productif, s'est dit « profondément marqué » par sa théorie, reprenant le titre de son ouvrage pour appeler à « la troisième révolution industrielle ».

## Réception par le public
Selon la Revue européenne de l'énergie, aucun autre auteur ou penseur n'a eu autant d'influence sur les ambitions de l'Union européenne en matière de politique énergétique et climatique. Aux États-Unis, il a témoigné devant de nombreux comités du Congrès et il a connu des succès importants en matière d’adoption de politiques gouvernementales environnementales ou sur des questions connexes, scientifiques et technologiques. L’association Union of Concerned Scientists a cité plusieurs des publications de Rifkin comme des références utiles pour les citoyens et consommateurs et le New York Times a déclaré que « beaucoup de gens dans les domaines scientifiques, religieux, politique louent Jeremy Rifkin pour une volonté de voir grand, soulever des questions controversées, et en font un prophète social et éthique ».
Le travail de Rifkin a cependant aussi suscité des controverses. Des opposants ont attaqué la rigueur scientifique de ses revendications, ou certaines des stratégies qu’il a utilisées pour promouvoir ses vues. C’est le cas, par exemple, de Stephen Jay Gould qui a attaqué le livre Algeny (1983), écrit par Rifkin avec Nicanor Perlas, en le qualifiant de « propagande anti-intellectuelle se faisant passer pour scientifique ». Un article de 1989 du Time a même qualifié Rifkin de l’homme le plus haï dans le monde des sciences. 
Plus récemment, en France, différents intellectuels ont critiqué le concept de « troisième révolution industrielle » promu par Rifkin : d'une part, l'économiste Jean Gadrey, qui y voit « une impasse pour la transition écologique et sociale », d'autre part, différents penseurs qui reprochent à Rifkin de rester « enfermé dans une vision simpliste des technologies et de leurs effets ». C'est encore le cas de Philippe Bihouix qui a une lecture low-tech de la transition énergétique à entreprendre, en opposition à celle de Rifkin qualifiée de high-tech.
Son ouvrage de 2014, prédisant le déclin du néocapitalisme au profit d’une économie collaborative, fait l’objet de critiques, même de la part des promoteurs de nouvelles formes de société. Il est particulièrement noté l'absence complète de chiffrage des projets qu'il préconise, sa vision unilatérale simpliste et son inaptitude à percevoir la complexité des sujets qu'il aborde. Ses thèses, considérées comme souvent justes, sont jugées trop sommaires et sous-estiment le rapport dominants-dominés. Elles insisteraient trop sur la technique et sa très rapide évolution, mais pas assez sur la lenteur de la composante humaine au sein du système technicien, les divergences et tensions entre acteurs ou encore les questions de matières et ressources minérales,.

## Distinctions
- 2015 : docteur honoris causa de l'université d'Hasselt et de Liège[41],[42].

## Publications

### Originales en anglais
- 1973, How to Commit Revolution American Style: Bicentennial Declaration, with John Rossen, Lyle Stuart Inc.,  (ISBN 0-8184-0041-2)
- 1975, Common Sense II: The case against corporate tyranny, Bantam Books, OCLC 123151709
- 1977, Own Your Own Job: Economic Democracy for Working Americans,  (ISBN 978-0-553-10487-5)
- 1977, Redneck Power : The Wit and Wisdom of Billy Carter Bantam,  (ISBN 0553111256) (écrit avec Ted Howard)
- 1977, Who Should Play God? The Artificial Creation of Life and What it Means for the Future of the Human, with Ted Howard, Dell Publishing Co.,  (ISBN 0-440-19504-7)
- 1978, The North Will Rise Again: Pensions, Politics and Power in the 1980s, with Randy Barber, Beacon Press,  (ISBN 0-8070-4787-2)
- 1979, The Emerging Order: God in the Age of Scarcity, with Ted Howard, Putnam,  (ISBN 978-0-399-12319-1)
- 1980, Entropy: A New World View, with Ted Howard (afterword by Nicholas Georgescu-Roegen), Viking Press,  (ISBN 0-670-29717-8)
- 1983, Algeny: A New Word—A New World, with Nicanor Perlas, Viking Press,  (ISBN 0-670-10885-5)
- 1985, Declaration of a Heretic, Routledge & Kegan Paul Books, Ltd,  (ISBN 0-7102-0709-3)
- 1987, Time Wars: The Primary Conflict In Human History, Henry Holt & Co,  (ISBN 0-8050-0377-0)
- 1990, The Green Lifestyle Handbook: 1001 Ways to Heal the Earth (edited by Rifkin), Henry Holt & Co,  (ISBN 0-8050-1369-5)
- 1991, Biosphere Politics: A New Consciousness for a New Century, Crown,  (ISBN 0-517-57746-1)
- 1992, Beyond Beef: The Rise and Fall of the Cattle Culture, E. P. Dutton,  (ISBN 0-525-93420-0)
- 1992, Voting Green: Your Complete Environmental Guide to Making Political Choices In The 90s, with Carol Grunewald Rifkin, Main Street Books,  (ISBN 0-385-41917-1)
- 1995, The End of Work: The Decline of the Global Labor Force and the Dawn of the Post-Market Era, Putnam Publishing Group,  (ISBN 0-87477-779-8)
- 1998, The Biotech Century: Harnessing the Gene and Remaking the World, J P Tarcher,  (ISBN 0-87477-909-X)
- 2000, The Age Of Access: The New Culture of Hypercapitalism, Where All of Life is a Paid-For Experience, Putnam Publishing Group,  (ISBN 1-58542-018-2)
- 2002, The Hydrogen Economy: The Creation of the Worldwide Energy Web and the Redistribution of Power on Earth, Jeremy P. Tarcher,  (ISBN 1-58542-193-6)
- 2004, The European Dream: How Europe's Vision of the Future is Quietly Eclipsing the American Dream, Jeremy P. Tarcher,  (ISBN 1-58542-345-9)
- 2010, The Empathic Civilization: The Race to Global Consciousness In a World In Crisis, Jeremy P. Tarcher,  (ISBN 1-58542-765-9) www.empathiccivilization.com
- 2011, The Third Industrial Revolution: How Lateral Power Is Transforming Energy, the Economy, and the World, Palgrave Macmillan,  (ISBN 978-0-230-11521-7)
- 2014, The Zero Marginal Cost Society: The internet of things, the collaborative commons, and the eclipse of capitalism, Palgrave Macmillan,  (ISBN 978-1137278463)

### Traductions en français
- Les Apprentis sorciers : demain la biologie (avec Ted Howard), Ramsay, 1979  (ISBN 2010058038).
- La Fin du travail : le Déclin de la force globale de travail dans le monde et l'aube de l'ère post-marché [« The End of Work: The Decline of the Global Labor Force and the Dawn of the Post-Market Era »], La Découverte, 1996, 456 p. (ISBN 978-2-7071-2613-9)
- Le Siècle biotech : Le commerce des gènes dans le meilleur des mondes [« The Biotech Century: Harnessing the Gene and Remaking the World »], La Découverte, 1998, 348 p. (ISBN 978-2-7071-2851-5)
- L'Âge de l'accès : La Révolution de la nouvelle économie [« The Age Of Access: The New Culture of Hypercapitalism, Where All of Life is a Paid-For Experience »], La Découverte, 2000, 380 p. (ISBN 978-2-7071-3290-1)
- L'Économie hydrogène : Après la fin du pétrole, la nouvelle révolution économique [« The Hydrogen Economy: The Creation of the Worldwide Energy Web and the Redistribution of Power on Earth »], La Découverte, 2002, 330 p. (ISBN 978-2-7071-3783-8)
- Le Rêve européen : Ou comment l'Europe se substitue peu à peu à l'Amérique dans notre imaginaire [« The European Dream: How Europe's Vision of the Future is Quietly Eclipsing the American Dream »], Fayard, 2005, 564 p. (ISBN 978-2-213-62270-5)
- Une nouvelle conscience pour un monde en crise : Vers une civilisation de l'empathie [« The Empathic Civilization: The Race to Global Consciousness In a World In Crisis »] (trad. de l'anglais), Paris, Les liens qui libèrent, 2011, 656 p. (ISBN 978-2-918597-27-8)
- La Troisième Révolution industrielle : Comment le pouvoir latéral va transformer l'énergie, l'économie et le monde [« The Third Industrial Revolution: How Lateral Power Is Transforming Energy, the Economy, and the World »] (trad. de l'anglais), Paris, Les liens qui libèrent, 2012, 380 p. (ISBN 978-2-918597-47-6)
- La Nouvelle Société du coût marginal zéro : L’internet des objets, l’émergence des communaux collaboratifs et l’éclipse du capitalisme [« The Zero Marginal Cost Society: The internet of things, the collaborative commons, and the eclipse of capitalism »] (trad. de l'anglais), Paris, Les liens qui libèrent, 2014, 510 p. (ISBN 979-10-209-0141-5, présentation en ligne)
- Le New Deal vert mondial', Les liens qui libèrent, 2019  (ISBN 979-10-209-0911-4)
- L'âge de la résilience, Les liens qui libèrent, 2022  (ISBN 979-10-209-1116-2)
- Planète Aqua [« Planet Aqua: Rethinking Our Home in the Universe »] (trad. de l'anglais), Paris, Buchet-Chastel, 2024, 384 p. (ISBN 978-2-283-03953-3, présentation en ligne)

### Vidéographie
- Entretien avec Rifkin à propos des réseaux décentralisés et redistributifs d'énergie, comme alternative au nucléaire, (24 mai 2011) par Terre.tv (anglais sous-titré)